# 伊莉莎白·霍利
伊丽莎白·安·霍利（英語：Elizabeth Ann Hawley，1923年11月9日—2018年1月26日）是一名美国记者和喜马拉雅山探险编年史的编纂者。她于1959年2月前往尼泊尔，从此就没有再离开过。
伊丽莎白·霍利出生于伊利诺伊州的芝加哥市，在密歇根大学获得了荣誉文学士学位和文学硕士学位。她在放弃《财富》杂志的研究员职位后开始环球旅行，期间她抵达尼泊尔加德满都。因为记者的工作缘故，霍利曾短暂回到旧金山生活，随后几年她又以《时代周刊》记者的身份前往加德满都。
霍利在路透社找到了一份有关登山职业的报道工作，其中她也报道了1963年的美国远征队，这是美国首支攀登珠穆朗玛峰的登山队。她的工作为她赢得了“登山世界的福尔摩斯”的美誉。
尽管伊丽莎白·霍利本人从来没有参与过登山运动，但她却是过去四十年以来，有关喜马拉雅山攀登探险历史的最著名记录者。虽然她没有正式的官方身份，但霍利因为其准确详实的记录而得到了国际登山界的尊重。伊丽莎白·霍利将她的数据记录在一个数据库里，这里有些数据被用于分析登山的成功和失败几率。
2008年5月9日，法国登山者弗朗索瓦·达米兰诺首次独自登顶了道拉奇里群山中一座海拔6182m的山峰，并将其命名为霍利峰。
2018年1月，伊丽莎白·霍利因为肺部感染而入院治疗。一周后，霍利辞世，原因可能為中風。